# Para-Leichtathletik-Weltmeisterschaften 2015
| Medaillenspiegel (Stand nach 212 von 212 Entscheidungen – 31. Oktober 2015) | Medaillenspiegel (Stand nach 212 von 212 Entscheidungen – 31. Oktober 2015) | Medaillenspiegel (Stand nach 212 von 212 Entscheidungen – 31. Oktober 2015) | Medaillenspiegel (Stand nach 212 von 212 Entscheidungen – 31. Oktober 2015) | Medaillenspiegel (Stand nach 212 von 212 Entscheidungen – 31. Oktober 2015) | Medaillenspiegel (Stand nach 212 von 212 Entscheidungen – 31. Oktober 2015) |
| Platz                                                                       | Land                                                                        | G                                                                           | S                                                                           | B                                                                           | Gesamt                                                                      |
| --------------------------------------------------------------------------- | --------------------------------------------------------------------------- | --------------------------------------------------------------------------- | --------------------------------------------------------------------------- | --------------------------------------------------------------------------- | --------------------------------------------------------------------------- |
| 1                                                                           | Volksrepublik China                                                         | 41                                                                          | 26                                                                          | 18                                                                          | 85                                                                          |
| 2                                                                           | Russland                                                                    | 24                                                                          | 21                                                                          | 24                                                                          | 69                                                                          |
| 3                                                                           | USA                                                                         | 13                                                                          | 16                                                                          | 10                                                                          | 39                                                                          |
| 4                                                                           | Großbritannien                                                              | 13                                                                          | 9                                                                           | 9                                                                           | 31                                                                          |
| 5                                                                           | Tunesien                                                                    | 11                                                                          | 3                                                                           | 1                                                                           | 15                                                                          |
| 6                                                                           | Polen                                                                       | 9                                                                           | 5                                                                           | 7                                                                           | 21                                                                          |
| 7                                                                           | Brasilien                                                                   | 8                                                                           | 14                                                                          | 13                                                                          | 35                                                                          |
| 8                                                                           | Deutschland                                                                 | 8                                                                           | 7                                                                           | 9                                                                           | 24                                                                          |
| 9                                                                           | Australien                                                                  | 8                                                                           | 4                                                                           | 10                                                                          | 22                                                                          |
| 10                                                                          | Kuba                                                                        | 7                                                                           | 2                                                                           | –                                                                           | 9                                                                           |
| …                                                                           |                                                                             |                                                                             |                                                                             |                                                                             |                                                                             |
| 47                                                                          | Schweiz                                                                     | –                                                                           | 2                                                                           | 3                                                                           | 5                                                                           |
| …                                                                           |                                                                             |                                                                             |                                                                             |                                                                             |                                                                             |
| 54                                                                          | Österreich                                                                  | –                                                                           | 1                                                                           | –                                                                           | 1                                                                           |
| …                                                                           |                                                                             |                                                                             |                                                                             |                                                                             |                                                                             |
| Vollständiger Medaillenspiegel                                              |                                                                             |                                                                             |                                                                             |                                                                             |                                                                             |

Die Para-Leichtathletik-Weltmeisterschaften 2015 (auch Leichtathletik-Weltmeisterschaften der Behinderten) waren die siebten Para-Leichtathletik-Weltmeisterschaften und fanden vom 21. bis 31. Oktober 2015 in der katarischen Hauptstadt Doha statt. Die Wettkämpfe wurden im Suhaim Bin Hamad Stadion ausgetragen.
1230 Athleten (427 Frauen und 803 Männer) aus 96 Nationen konkurrierten bei 212 Medaillenentscheidungen.

## Bewerberstädte
Mitte Januar 2013 veröffentlichte das Internationale Paralympische Komitee (IPC), dass die Para-Weltmeisterschaften 2015 in Doha stattfinden sollten. Mitbewerber und Finanzierungsfragen wurden nicht erwähnt und auch das genaue Datum sowie die Wettkampfstätte nicht bekannt gegeben.
Zwei Monate später verlautete das IPC, dass die Wettkämpfe vom 19. bis 28. November im Suhaim Bin Hamad Stadion, auch bekannt als Qatar SC Stadion, einem Multifunktionsstadion mit acht Laufbahnen und 15.000 Zuschauerplätzen, ausgetragen werden. Zum Aufwärmen stand ein angrenzendes weiteres Rund mit acht Laufbahnen zur Verfügung, und Trainingsmöglichkeiten waren im Al Saad Club und Al Arabi Club gegeben.
Im September 2014 gab das IPC bekannt, dass die Wettbewerbe um einen Monat vorverlegt wurden.
Im Oktober 2014 wurde entschieden die Marathonläufe separat am 26. April 2015 im Rahmen des London-Marathon auszutragen.

## Teilnehmende Nationen
96 Nationen mit 1230 Sportlern und Sportlerinnen nahmen teil.
| - Ägypten (14) - Äthiopien (1) - Afghanistan (2) - Algerien (15) - Amerikanische Jungferninseln (1) - Angola (5) - Argentinien (21) - Aserbaidschan (10) - Australien (48) - Bahrain (6) - Belgien (5) - Bermuda (1) - Brasilien (40) - Bulgarien (9) - Chile (4) - Dänemark (7) - Deutschland (31) - Estland (3) - Finnland (10) - Frankreich (17) - Griechenland (22) - Großbritannien (47) - Hongkong (4) - Indien (15) - Indonesien (7) - Irak (4) - Iran (19) - Irland (9) - Island (2) - Italien (13) - Jamaika (7) - Japan (56) | - Jordanien (5) - Kamerun (4) - Kanada (31) - Kap Verde (2) - Kasachstan (8) - Katar (8) - Kolumbien (8) - Kroatien (14) - Kuba (6) - Kuwait (11) - Lettland (7) - Libyen (5) - Litauen (8) - Luxemburg (1) - Macau (5) - Malaysia (6) - Marokko (9) - Mexiko (25) - Moldau (1) - Mongolei (2) - Montenegro (3) - Mosambik (5) - Namibia (8) - Neuseeland (8) - Nicaragua (1) - Niederlande (18) - Nigeria (7) - Norwegen (2) - Österreich (6) - Pakistan (3) - Panama (2) - Papua-Neuguinea (2) | - Philippinen (1) - Polen (38) - Portugal (23) - Ruanda (2) - Russland (76) - Saudi-Arabien (5) - Schweden (9) - Schweiz (9) - Senegal (2) - Serbien (5) - Slowakei (4) - Slowenien (2) - Spanien (27) - Sri Lanka (6) - Südafrika (22) - Syrien (1) - Taiwan (4) - Thailand (19) - Trinidad und Tobago (2) - Tschechien (14) - Türkei (24) - Tunesien (9) - Ukraine (31) - Ungarn (7) - USA (76) - Usbekistan (11) - Venezuela (5) - Vereinigte Arabische Emirate (18) - Vietnam (4) - VR China (79) - Belarus (8) - Zypern (1) |